# Saad Al-Sheeb
Saad Abdullah Al Sheeb (tiếng Ả Rập: سعد الشيب; sinh ngày 19 tháng 2 năm 1990) là một cầu thủ bóng đá người Qatar thi đấu ở vị trí thủ môn cho Al Sadd SC và đội tuyển quốc gia Qatar. Anh có trận đấu ra mắt cho đội tuyển quốc gia Qatar vào năm 2009 và cùng đội tuyển nước này giành 2 chức vô địch Asian Cup 2019 và Asian Cup 2023.